# Cerdistus separatus
Cerdistus separatus är en tvåvingeart som beskrevs av Hardy 1935. Cerdistus separatus ingår i släktet Cerdistus och familjen rovflugor. Inga underarter finns listade i Catalogue of Life.